# Gran Premio motociclistico dell'Ulster 1957
Il Gran Premio motociclistico dell'Ulster fu il quinto e penultimo appuntamento del motomondiale 1957.
Si svolse il 10 agosto 1957 in un'unica giornata, diversamente dalle edizioni precedenti, sul Circuito di Dundrod. Erano in programma tutte le classi in singolo ma, per l'unica volta nella stagione, non erano presenti i sidecar.
Le vittorie furono di Libero Liberati su Gilera nella classe 500, di Keith Campbell su Moto Guzzi nella classe 350, di Cecil Sandford su FB Mondial nella 250 e di Luigi Taveri su MV Agusta in 125.
Con questi risultati furono assegnati matematicamente tre dei quattro allori iridati riservati ai piloti con Campbell campione mondiale nella 350, Sandford nella 250 e Tarquinio Provini nella 125; visto il risultato sub-judice della prova precedente, restava ancora da aggiudicare solo quello della classe regina. Curiosamente proprio solo in questa classe venne assegnato, sempre matematicamente, il titolo destinato ai costruttori che fu della Gilera.

## Classe 500
Furono alla partenza del gran premio 31 piloti, di cui 26 vennero classificati al termine della gara.
I ritirati furono John Surtees (che aveva fatto registrare il giro più veloce in gara), Keith Campbell, John Hartle, Jack Brett e Robert McCracken.

### Arrivati al traguardo (prime 10 posizioni)
| Pos. | Pilota             | Moto       | Tempo      | Punti |
| ---- | ------------------ | ---------- | ---------- | ----- |
| 1    | Libero Liberati    | Gilera     | 1h 37:11.8 | 8     |
| 2    | Bob McIntyre       | Gilera     | + 37.2     | 6     |
| 3    | Geoff Duke         | Gilera     | + 59.2     | 4     |
| 4    | Geoff Tanner       | Norton     | + 2:58.2   | 3     |
| 5    | Keith Bryen        | Moto Guzzi | + 3:22.2   | 2     |
| 6    | Terry Shepherd     | MV Agusta  | + 4:27.2   | 1     |
| 7    | Robert Matthews    | Norton     | + 1 giro   |       |
| 8    | Jimmy Buchan Jr.   | Norton     | + 1 giro   |       |
| 9    | John Clark         | Moto Guzzi | + 1 giro   |       |
| 10   | Jackie Joseph Wood | Norton     | + 1 giro   |       |

## Classe 350
Tra i ritirati vi furono John Surtees, Bob McIntyre e Geoff Duke.

### Arrivati al traguardo (posizioni a punti)
| Pos. | Pilota          | Moto       | Tempo      | Punti |
| ---- | --------------- | ---------- | ---------- | ----- |
| 1    | Keith Campbell  | Moto Guzzi | 1h 44' 22" | 8     |
| 2    | Keith Bryen     | Moto Guzzi |            | 6     |
| 3    | Libero Liberati | Gilera     |            | 4     |
| 4    | John Hartle     | Norton     |            | 3     |
| 5    | Dave Chadwick   | Norton     |            | 2     |
| 6    | Fron Purslow    | Norton     |            | 1     |

## Classe 250
Tra i ritirati vi furono Luigi Taveri, Remo Venturi, Sammy Miller e Tarquinio Provini.

### Arrivati al traguardo (posizioni a punti)
| Pos. | Pilota         | Moto       | Tempo    | Punti |
| ---- | -------------- | ---------- | -------- | ----- |
| 1    | Cecil Sandford | FB Mondial | 1h 4' 6" | 8     |
| 2    | Dave Chadwick  | MV Agusta  |          | 6     |
| 3    | Tommy Robb     | NSU        |          | 4     |
| 4    | Bob Brown      | NSU        |          | 3     |
| 5    | David Andrews  | NSU        |          | 2     |
| 6    | Sammy Hodgins  | Velocette  |          | 1     |

## Classe 125
L'ottavo di litro fu la prima delle gare disputate nella giornata.

### Arrivati al traguardo (posizioni a punti)
| Pos. | Pilota            | Moto       | Tempo   | Punti |
| ---- | ----------------- | ---------- | ------- | ----- |
| 1    | Luigi Taveri      | MV Agusta  | 56' 43" | 8     |
| 2    | Tarquinio Provini | FB Mondial |         | 6     |
| 3    | Remo Venturi      | MV Agusta  |         | 4     |
| 4    | Dave Chadwick     | MV Agusta  |         | 3     |
| 5    | Sammy Miller      | FB Mondial |         | 2     |
| 6    | Bill Webster      | MV Agusta  |         | 1     |